# Marie Veverková
Marie Veverková (30. září 1891 Třeboň – ?) byla česká spisovatelka, básnířka a publicistka (pseudonym Miriam).

## Životopis
Rodiče Marie byli Václav Veverka (1858–1910), středoškolský profesor, básník, překladatel a Ludmila Veverková-Lešetická (7. 2. 1864), svatbu měli 7. ledna 1888. Měla dva bratry: Jaroslava Veverku (1. 12. 1888) a Bohuslava Veverku (1895–1895).
Marie Veverková byla úřednice na ministerstvu financí. Psala básně, úvahy, drobnou prózu. Přispívala do časopisů: Člověk, láska a pohlaví, Osvobození, Nová žena, Cesty a cíle, Národní politika, Literární letáky, Hvězdička, Luhačovický salon aj. V Praze XIX. Bubeneč bydlela na adrese Podbabská 870.

## Dílo

### Básně
- V mých snech jste dobrým ... [báseň] – Lada, list pro zájmy českých žen a dívek, 15. 9. 1914
- Pianissimo: [básně] – Praha: Marie Veverková, 1923
- Ronovec: báseň – linoleorytem na obálce a dřevoryty doprovází Dr. Richard Halík. Praha: Tiskařské a vydavatelské družstvo Havlíček, 1928
- Pod safírovou hvězdou: Tři cykly lyriky – vyzdobeno čtyřmi obrazy arch. B. Malého, provedenými technikou Pochoir a ručně kolorovanými P. Mazánkem. Praha: Litera, 1932

#### V mých snech jste dobrým …
V mých snech jste zůstal dobrým posud
tak dobrým, jak jste býval ke mně.
Ne vy! Mne ranil jen zlý osud
já na vás myslím tiše, jemně ...
Je vůně vzpomínek tak milá,
když srdce trochu pozastůně,
mně radost chudičká přec zbyla,
jak uschlých květů trpká vůně …

### Články
- Žena a dnešek – Česká ročenka, každoroční populární encyklopedie praktického vědění pro každého, rok vydání 1927, str. 411–415
- Odpovědnost objetí – Česká ročenka, každoroční populární encyklopedie praktického vědění pro každého, rok vydání 1927, str. 415–417